# Reducte alpí italià
| \| \|                                            |
| Nord d'Itàlia: ubicació de Valtellina (perfilat) |
| Test · Test                                      |

El Reducte alpí italià, en italià, Ridotto Alpino Repubblicano o RAR, era l'intent de resistència final del règim feixista italià de Benito Mussolini a la fi de la Segona Guerra Mundial. Havia de dur-se a terme a la Valtellina, una vall dels Alps italians que gaudeix de la protecció natural de les muntanyes circumdants i que també oferia la possibilitat de reutilitzar fortificacions construïdes durant la Primera Guerra Mundial.
La idea fou proposada per primera vegada el setembre de 1944 per Alessandro Pavolini, un dels dirigents feixistes de més alt rang, qui creia que l'indret reunia totes les condicions per tal que el règim fes una "darrera defensa heroica" que inspirés una futura revolució feixista. Pavolini pretenia que el reducte feixista estigués ben proveït d'aliments i d'armament i fos defensat per tropes d'elit italianes, no havent de dependre dels alemanys.
Tot i que Mussolini donava suport a la idea de Pavolini –a finals de 1944 va dir al seu fill que descartava crear un govern a l'exili i que preferia fer la darrera resistència a la Valtellina, els principals jerarques feixistes s'hi mostraven dividits. D'una banda, els sectors més moderats preferien negociar amb els partisans per a posar fi a la guerra, d'una altra, alguns ministres consideraven que era una proposta impracticable i, finalment, el ministre de defensa, Rodolfo Graziani, s'hi oposava totalment per la vinculació de Pavolini amb el Partit Feixista Republicà fet que, segons ell, comprometia la neutralitat política de l'exèrcit italià. Així mateix, entre els que donaven suport a la darrera defensa, hi havia diversitat d'opinions sobre el territori on calia dur-la a terme ja que, a banda de la Valtellina, també s'havia considerat la Vall d'Aosta, Trieste –pel record de l'Impresa di Fiume de 1919, o el Tirol del Sud. Com que la major part dels Alps eren sota control alemany i els partisans ja havien alliberat el territori a l'oest del Tirol del Sud, l'única zona que quedava en condicions era la Valtellina.
A causa de les discrepàncies entre els jerarques feixistes, només es va dur a terme una mínima feina preparatòria per a preparar la zona com una fortalesa i, conseqüentment, a l'abril de 1945, quan la victòria aliada a Itàlia era evident, la Valtellina no era a punt per al seu ús com a últim reducte. A la fi de l'abril, la resistència a l'avançament aliat va col·lapsar sense que es dugués a terme cap darrera defensa significativa i la guerra va acabar al país el 29 d'abril de 1945, després que les forces de l'Eix signessin la Rendició de Caserta.